# Bewässerungssack

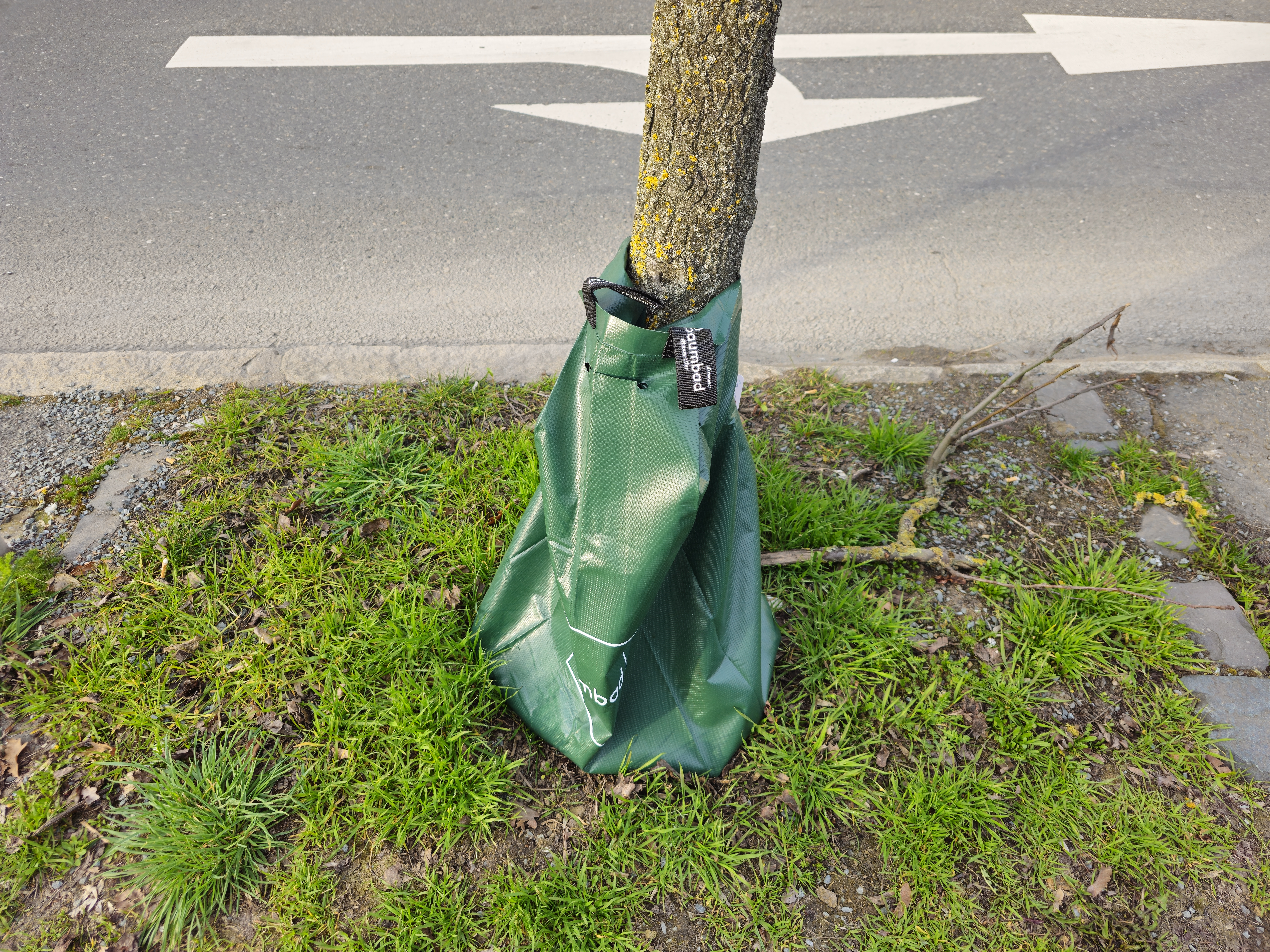
Bewässerungssack, Hof (Saale)

Ein Bewässerungssack oder Bewässerungsbeutel ist ein Sack, meist aus grünem Kunststoff, der für die Bewässerung von Bäumen, insbesondere jungen Straßenbäumen unter fünf Jahren, eingesetzt wird.
Nachdem der Sack mit bis zu 75 Litern Wasser gefüllt wird, gibt er dieses durch kleine Löcher am Boden während bis zu neun Stunden langsam ans Erdreich ab, wo es versickert und von den Baumwurzeln aufgenommen wird. Diese Bewässerungsmethode hat den Vorteil, dass so mehr Wasser vom Baum aufgenommen werden kann und weniger Wasser ins Erdreich oder über den Boden abfließt, als wenn der Baum direkt bewässert wird. So genügt zu trockenen Zeiten ein Auffüllen des Sacks alle zwei Tage. Außerdem benötigt es weniger Zeit, den Sack mit Wasser zu füllen, als den Baum direkt zu bewässern. Wegen dieser Vorteile hat sich der Einsatz von Bewässerungssäcken seit etwa 2010 vielerorts durchgesetzt.
Der Sack wird oft nicht direkt am Baumstamm, sondern am Stützpfosten daneben angebunden. Das tut seiner Wirkung keinen Abbruch und schont den Stamm der jungen Bäume. Außerdem schützt es den Baum vor Ameisen, die sich zuweilen unter dem Sack einnisten.